# Orcier
Pour l’article homonyme, voir Sylvie Orcier.
Orcier est une commune française située dans le département de la Haute-Savoie, en région Auvergne-Rhône-Alpes.

## Géographie

### Situation
Située à 643 mètres d'altitude, à 7 km au sud-est de Thonon-les-Bains, la plus grande ville des environs.

## Urbanisme

### Typologie
Au 1er janvier 2024, Orcier est catégorisée commune rurale à habitat dispersé, selon la nouvelle grille communale de densité à sept niveaux définie par l'Insee en 2022.
Elle est située hors unité urbaine. Par ailleurs la commune fait partie de l'aire d'attraction de Thonon-les-Bains, dont elle est une commune de la couronne,. Cette aire, qui regroupe 18 communes, est catégorisée dans les aires de 50 000 à moins de 200 000 habitants,.

### Occupation des sols
L'occupation des sols de la commune, telle qu'elle ressort de la base de données européenne d’occupation biophysique des sols Corine Land Cover (CLC), est marquée par l'importance des territoires agricoles (49,9 % en 2018), une proportion sensiblement équivalente à celle de 1990 (49,8 %). La répartition détaillée en 2018 est la suivante : 
forêts (42,5 %), zones agricoles hétérogènes (27,3 %), prairies (20,6 %), zones urbanisées (3,9 %), zones humides intérieures (3 %), cultures permanentes (2 %), milieux à végétation arbustive et/ou herbacée (0,6 %).
L'IGN met par ailleurs à disposition un outil en ligne permettant de comparer l’évolution dans le temps de l’occupation des sols de la commune (ou de territoires à des échelles différentes). Plusieurs époques sont accessibles sous forme de cartes ou photos aériennes : la carte de Cassini (XVIIIe siècle), la carte d'état-major (1820-1866) et la période actuelle (1950 à aujourd'hui).

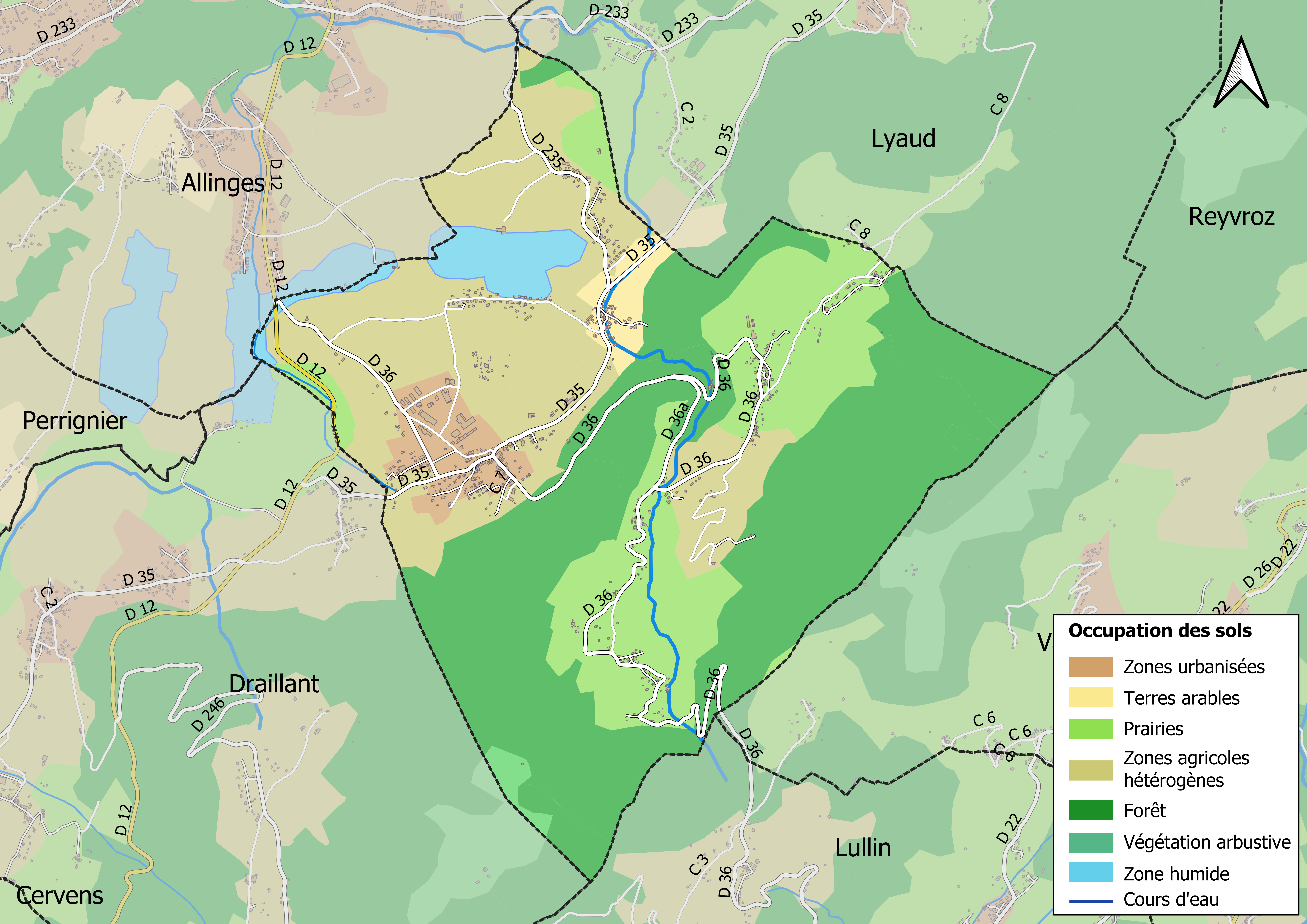
Carte des infrastructures et de l'occupation des sols en 2018 (CLC) de la commune.
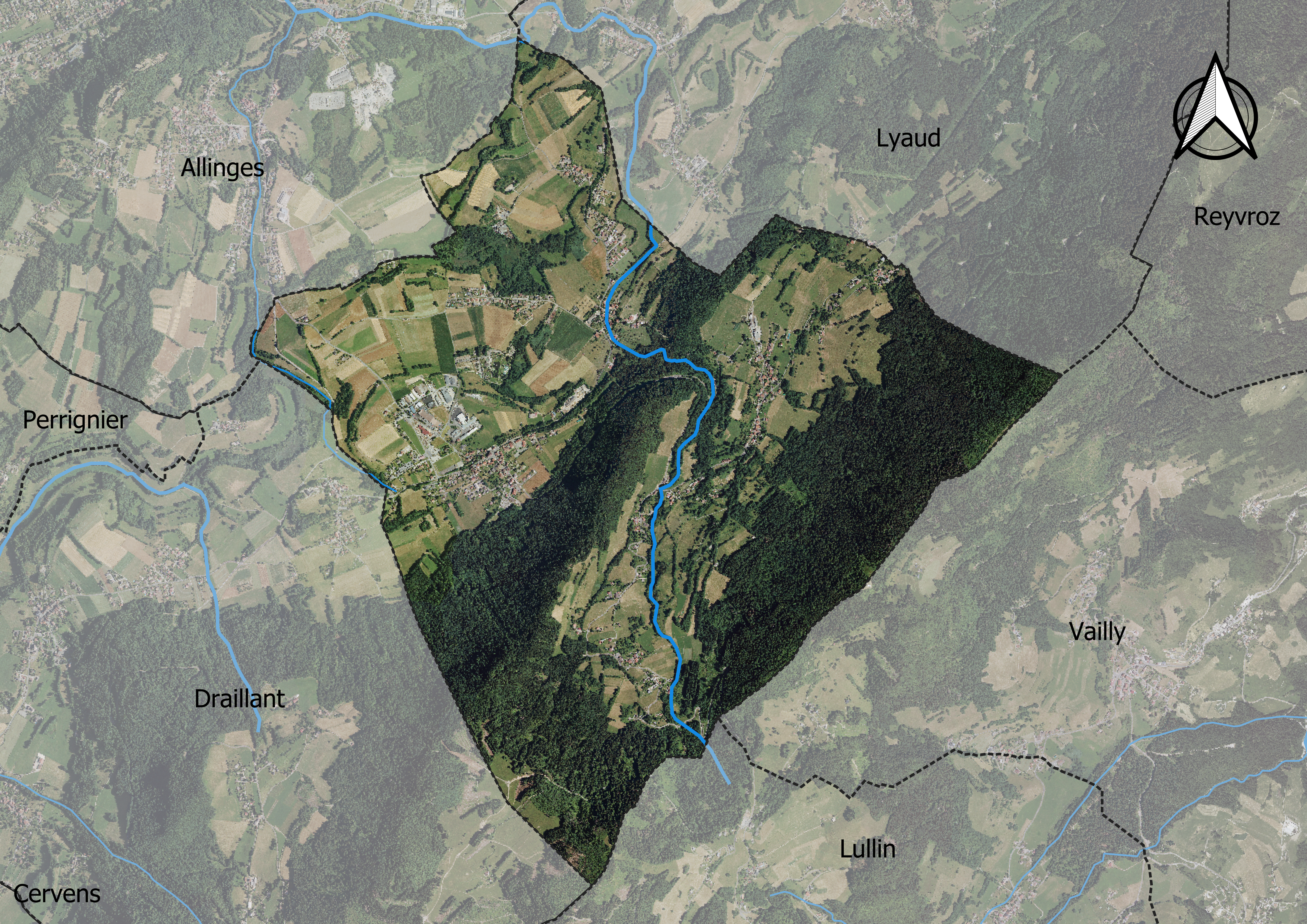
Carte orthophotogrammétrique de la commune.

## Toponymie
Du latin ursus (ours) avec le suffixe –aria.
En francoprovençal, le nom de la commune s'écrit Orsî (graphie de Conflans) ou Orciér (ORB).

## Histoire
En 1601, la paroisse devient une annexe de Draillant.
Lors des débats sur l'avenir du duché de Savoie, en 1860, la population est sensible à l'idée d'une union de la partie nord du duché à la Suisse. Une pétition circule dans cette partie du pays (Chablais, Faucigny, Nord du Genevois) et réunit plus de 13 600 signatures, dont 131 pour la commune. Le duché est réuni à la suite d'un plébiscite organisé les 22 et 23 avril 1860 où 99,8 % des Savoyards répondent « oui » à la question « La Savoie veut-elle être réunie à la France ? ».

## Politique et administration

### Situation administrative
Orcier appartient au canton de Thonon-les-Bains, qui compte selon le redécoupage cantonal de 2014 12 communes. Avant ce redécoupage, elle appartenait au canton de Thonon-les-Bains-Ouest, créé en 1995 des suites de la scission de l'ancien canton de Thonon-les-Bains.
Elle forme avec sept autres communes la communauté de communes des collines du Léman (CCCL).
Orcier relève de l'arrondissement de Thonon-les-Bains et de la cinquième circonscription de la Haute-Savoie, dont le député est Marc Francina (UMP) depuis les élections de 2012.

### Liste des maires
| Période                                  | Période  | Identité      | Étiquette | Qualité                              |
| ---------------------------------------- | -------- | ------------- | --------- | ------------------------------------ |
| 1995                                     | 2014     | Frédéric Zory | PS        | Directeur d'école Conseiller général |
| mars 2014                                | En cours | Thérèse Baud  | DVD       | Fonctionnaire                        |
| Les données manquantes sont à compléter. |          |               |           |                                      |

## Population et société
Les habitants de la commune sont appelés les Orcièroises et les Orcièrois.

### Démographie
L'évolution du nombre d'habitants est connue à travers les recensements de la population effectués dans la commune depuis 1793. Pour les communes de moins de 10 000 habitants, une enquête de recensement portant sur toute la population est réalisée tous les cinq ans, les populations de référence des années intermédiaires étant quant à elles estimées par interpolation ou extrapolation. Pour la commune, le premier recensement exhaustif entrant dans le cadre du nouveau dispositif a été réalisé en 2008.

En 2022, la commune comptait 1 073 habitants, en évolution de +13,79 % par rapport à 2016 (Haute-Savoie : +6,01 %, France hors Mayotte : +2,11 %).
| 1793 | 1800 | 1806 | 1822 | 1838 | 1848 | 1858 | 1861 | 1866 |
| ---- | ---- | ---- | ---- | ---- | ---- | ---- | ---- | ---- |
| 480  | 335  | 442  | 652  | 761  | 814  | 785  | 808  | 840  |

| 1872 | 1876 | 1881 | 1886 | 1891 | 1896 | 1901 | 1906 | 1911 |
| ---- | ---- | ---- | ---- | ---- | ---- | ---- | ---- | ---- |
| 846  | 812  | 818  | 853  | 835  | 790  | 787  | 762  | 704  |

| 1921 | 1926 | 1931 | 1936 | 1946 | 1954 | 1962 | 1968 | 1975 |
| ---- | ---- | ---- | ---- | ---- | ---- | ---- | ---- | ---- |
| 615  | 604  | 511  | 511  | 455  | 472  | 422  | 364  | 401  |

| 1982 | 1990 | 1999 | 2006 | 2008 | 2013 | 2018  | 2022  | - |
| ---- | ---- | ---- | ---- | ---- | ---- | ----- | ----- | - |
| 543  | 594  | 686  | 773  | 798  | 867  | 1 018 | 1 073 | - |

## Économie

### Agriculture
- 300 vaches produisent quotidiennement 1 200 litres.

### Artisanat et industrie
- 21 entreprises.

## Culture et patrimoine

### Lieux et monuments
- Église Saint-Jacques. Édifiée dans un style néoclassique sarde entre 1845 et 1846, accompagnée d'un clocher néo-roman (refait en 1876)[18],[19].
- La Marianne de la mairie est une ancienne statue en bois d'origine napolitaine représentant une chasseuse seins nus accompagnée d'un lévrier. Elle était originellement placée dans l'église.
- Lac à Jojo.

### Évènements
- Fête du Fromage et du terroir (11e édition en août 2011).
- Des Montagnes et des Bulles (festival B.D. ; 5e édition en octobre 2016).

### Héraldique
| Armes d'Orcier | Les armes d'Orcier se blasonnent ainsi : Palé d'argent et d'azur au chevron de gueules brochant, au chef parti : au premier d'azur à la croix d'argent cantonnée de quatre écussons de gueules à la croix d'argent, au second de gueules à la croix d'argent. |